# Герб лену Євлеборг
Герб лену Євлеборг (швед. Gävleborgs läns vapen) — символ сучасного адміністративно-територіального утворення лену Євлеборг.

## Історія
Герб лену Євлеборг затверджено 1938 року.

## Опис (блазон)
Щит розтятий і перетятий; у 1-у та 4-у всіяних синіми кулями срібних полях червоний лось із золотими рогами та копитами, у 2-у та 3-у срібних полях — спинається золота коза з червоними рогами, язиком і копитами.

## Зміст
У гербі лену Євлеборг поєднано символи ландскапів Єстрікланд і Гельсінгланд.
Герб лену може використовуватися органами влади увінчаний королівською короною.

## Галерея

Герб Єстрікланду
Герб Гельсінгланду